# Nueva Lente
Nueva Lente (pol. „Nowa Soczewka”) – hiszpańskie awangardowe czasopismo fotograficzne założone w 1971 roku. Jednym z jego założycieli był fotograf Pablo Pérez-Mínguez. Od 1975 roku redaktorem pisma był Jorge Rueda.
Z „Nueva Lente” współpracowali m.in.  Juan Ramón Yuste, Paco Roux, Cristina García Rodero, Marigrá García Rodero oraz Elías Docet.
Fotografie artystów z tego kręgu odrzucały dokonania fotografii dokumentalistycznej. Były apolityczne, oparte na niejednoznaczności i poetyce absurdu.